# Parapeytoia
Parapeytoia foi um gênero extinto da família Anomalocaridae que viveu 525 milhões de anos atrás durante o Cambriano Inferior; foi achado nos Folhelhos de Maotianshan na China.
Como é o caso dos outros anomalocarídeos, Parapeytoia tinham dois apêndices principais, uma boca arredondada, olhos pedunculados e uma cauda lobulada carnosa com forma de ventilador. Parapeytoia tinham pelo menos 14 pares de lóbulos nas laterais do corpo.
Muitos cientistas discutem se o Parapeytoia era um anomalocarídeo verdadeiro, ou se era estreitamente vinculado ao Haikoucaris e ao Yohoia, isso porque diferentes dos outros anomalocarídeos, possuía patas. Parapeytoia tinha no total 13 pares de patas; os primeiros dois pares eram quase duas vezes menores que as outras patas. Dado que tinha patas, passou provavelmente a maior parte de sua vida, no fundo oceânico buscando presas.
Os alimentos do Parapeytoia, incluíam provavelmente artrópodes, entre eles os trilobitas, moluscos primitivos, vermes e outras criaturas encontradas na diversidade da China Pré-histórica.
Por consequência de uma interpretação dos escléritos de seu aparelho bucal, o Parapeytoia já foi classificado em um gênero de vermes priapulidas, o Omnidens.